# Ozero Strelkovskoje
Ozero Strelkovskoje (ryska: Озеро Стрелковское) är en sjö i Belarus.   Den ligger i voblasten Vitsebsks voblast, i den norra delen av landet, 230 km norr om huvudstaden Minsk. Ozero Strelkovskoje ligger 128 meter över havet. Arean är 0,75 kvadratkilometer. Den sträcker sig 1,5 kilometer i nord-sydlig riktning, och 0,8 kilometer i öst-västlig riktning.
I omgivningarna runt Ozero Strelkovskoje växer i huvudsak blandskog. Runt Ozero Strelkovskoje är det glesbefolkat, med 13 invånare per kvadratkilometer.